# Конституция Азербайджанской ССР (1978)
Конституция Азербайджанской ССР (1978) — высший по юридической силе нормативный документ после Конституции СССР, действовавший на территории Азербайджанской ССР с 1978 года.

## История
Принята 21 апреля 1978 года Верховным Советом Азербайджанской ССР.

## Государственный строй
Установлен принцип социалистической демократии, научного коммунизма, демократического централизма (выборности всех органов государственной власти снизу доверху).
Введено проведение референдума. Установлены принципы народного контроля, гласности.
На территории Азербайджанской ССР распространяется действие Конституции ССР и Конституции Азербайджанской ССР. Законы СССР обязательны на территории Азербайджанской ССР.
Установлено следующее деление на районы: Агдамский, Агдашский, Агджабединский, Апшеронский, Астаринский, Ахсуинский, Бардинский, Белоканский, Варташенский, Геокчайский, Дашкесанский, Джалилабадский, Джебраильский, Дивичинский, Евлахский, Ждановский, Закатальский, Зангеланский, Зардобский, Имишлинский, Исмаиллинский, Казахсткий, Касум-Исмаиловский, Кахский, Кедабекский, Кельбаджарский, Кубатлинский, Кубинский, Кусарский, Куткашенский, Кюрдамирский, Лачинский, Ленкоранский, Лерикский, Масаллинский, Мир-Баширский, Нефтечалинский, Пушкинский, Саатлинский, Сабирабадский, Сальянский, Таузский, Уджарский, Физулинский, Ханларский, Хачмасский, Шамхорский, Шаумяновский )сельский), Шекинский, Шемахинский, Ярдымлинский.
К городам республиканского подчинения относятся: Али-Байрамлы, Баку, Евлах, Кировобад, Ленкорань, Мингечаур, Нафталан, Сумгаит, Шеки.
Высшим органом государственной власти является Верховный Совет Азербайджанской ССР.
Верховный Совет является советом народных депутатов и состоит из депутатов.
Срок полномочий Верховного Совета — 5 лет.
Верховный Совет формируется посредством выборов депутатов путем всеобщего равного, прямого избирательного права при тайном голосовании. Верховный Совет Азербайджанской ССР состоит из 450 депутатов.
Образуются районные, городские, районные в городах, поселковые и сельские Советы народных депутатов. Советы народных депутатов также формируются путём выборов.
Право избирать и быть избранным предоставлено с 18 лет.
Верховный Совет Азербайджанской ССР принимает законы Азербайджанской ССР.
Установлена депутатская неприкосновенность.
Высшим исполнительным органом является Совет Министров.

## Правовое положение граждан
Провозглашён союз рабочих, крестьян и интеллигенции.
Государство способствует усилению социальной однородности общества — стиранию классовых различий, существенных различий между городом и деревней, умственными и физическим трудом.
Создаются общественные фонды потребления. Государство при широком участии общественных организаций и трудовых коллективов обеспечивает справедливое распределение этих фондов.
Действует государственная система здравоохранения. Установлена бесплатная квалифицированная медицинская помощь государственных организаций здравоохранения.
Установлено право на получение гарантированной работы с оплатой труда. Устанавливается минимальный размер оплаты труда. Максимальная продолжительность рабочей недели — 41 час.  
Все виды образования являются бесплатными. 
Всеобщее среднее образование являлось обязательным.
Статьёй 45 внедрена охрана прав авторов, изобретателей и рационализаторов.
Разрешено создание общественных организаций. 
Гарантируется свобода совести. Разрешено исповедование любой религии, а также атеизм. Мечеть и церковь отделены от государства. Школа отделена от мечети и церкви.
Гарантируется неприкосновенность личности, жилища, тайна личной переписки.

## Экономические отношения
Закреплён принцип социалистического соревнования. Подтвержден принцип социалистической собственности на средства производства в форме государственной и колхозно-кооперативной собственности. Имущество общественных организаций также признано социалистической собственностью.
Основные средства производства в промышленности, строительстве и сельском хозяйстве, средства транспорта, связи, банки являлись исключительной государственной собственностью.
Земля, недра, воды, леса находятся в государственной собственности.
Основной городской жилищный фонд принадлежал государству. 
В личной собственности граждан могли находиться предметы личного потребления, домашнего хозяйства, трудовые сбережения, участок земли для ведения личного подсобного хозяйства, жилой дом, построенный в порядке индивидуального жилищного строительства. 
Жилищный фонд делился на государственный, общественный, кооперативные и индивидуальные жилищные строения.
Жильё из государственного жилищного фонда распределялось.
Государство осуществляет контроль за мерой труда и потребления.
Экономика Азербайджанской ССР является частью единого народнохозяйственного комплекса СССР.
Руководство экономикой осуществляется на основе государственных планов.
Индивидуальная трудовая деятельность разрешена в сфере кустарно-ремесленных промыслов, сельского хозяйства, бытового обслуживания населения, иные виды деятельности, основанные на личном труде граждан и членов их семей.